# Heroscape

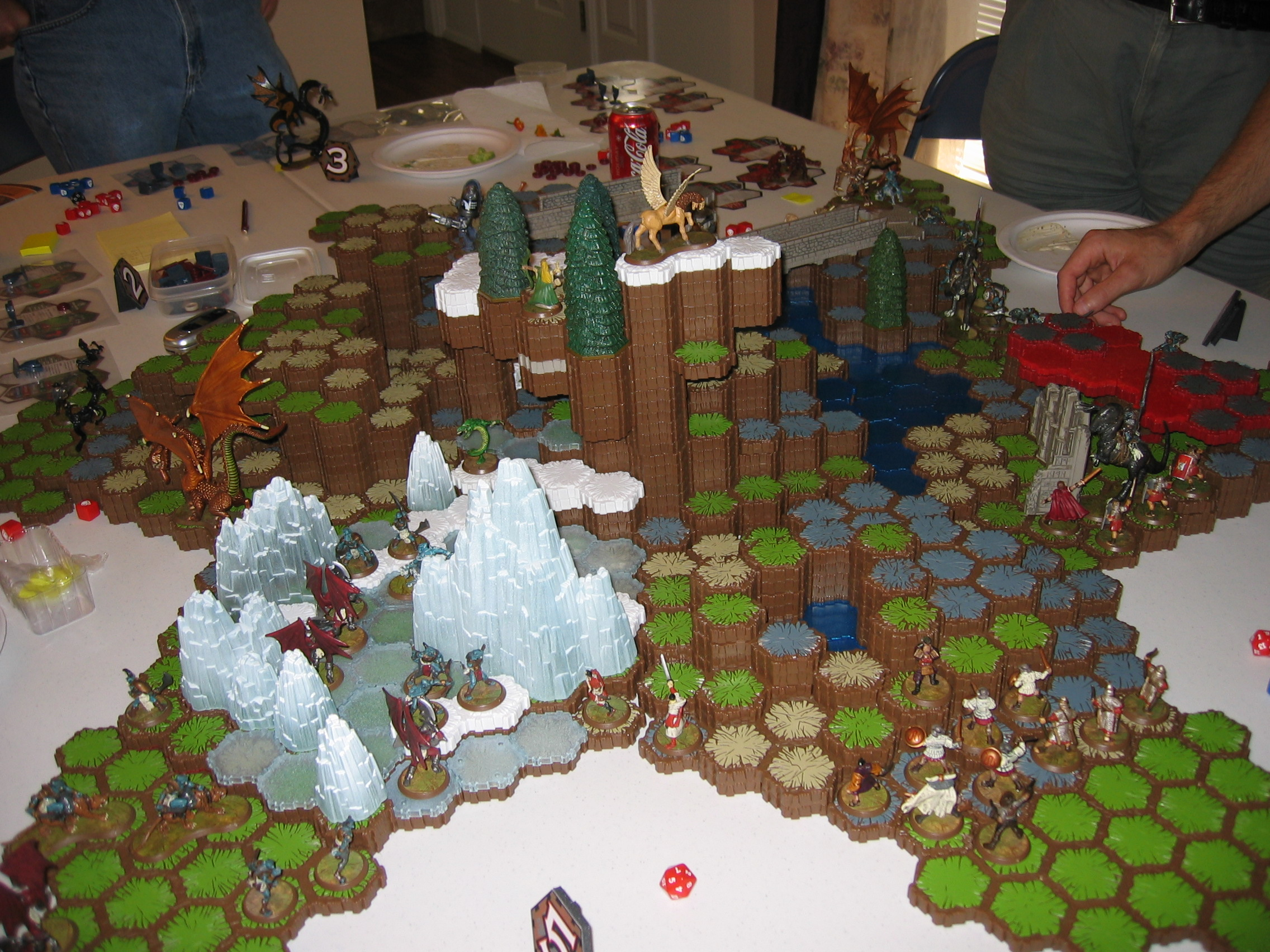
Una partida de Heroscape para seis jugadores utilizando varios Master Sets y expansiones.

Heroscape es un sistema de juego modular y expandible creado por Milton Bradley, subsidiaria de Hasbro.

## Historia
Heroscape se lanzó en 2004, y su versión en español en octubre de 2005. Fue diseñado por Craig Van Ness y Rob Daviau. Son los mismos diseñadores que crearon HeroQuest y Battlemasters.

## Master Set
Para jugar, se necesita una caja básica conocida como master set. El nombre comercial de esta caja es "Auge de la Valquiria". Esta caja contiene 30 miniaturas pintadas, tarjetas con las estadísticas de los diferentes guerreros, y un tablero hexagonal modular de plástico que permite la construcción de una gran variedad de tableros tridimensionales. Se incluyen dos libros de reglas, contemplando dos niveles de dificultad. Las reglas básicas permiten un juego simple y rápido, para jugadores a partir de 8 años, mientras que las reglas avanzadas están diseñadas para jugadores más experimentados. Todos los escenarios se pueden jugar con cualquier conjunto de reglas.
La versión estadounidense del master set está disponible en tres ediciones, mientras que la versión española solo tiene una edición.
La primera edición del juego contiene un conjunto de hexágonos traslúcidos azules para representar el agua. A partir de la segunda edición estas piezas son opacas, lo que convierte a las primeras en piezas de coleccionista. Esta segunda edición también se diferencia en la caja, los dados y un pequeño lavado de cara de las reglas. La cadena comercial Walmart puso a la venta una edición especial, idéntica a la segunda edición de Hasbro, pero adjuntando tres figuras adicionales.
La edición publicada en español corresponde a la segunda edición estadounidense.
Heroscape ha sido un rotundo éxito en aquellos países donde se ha publicado. Es una práctica habitual comprar varios master set, dado que es la única manera de obtener gran cantidad de piezas de terreno.

## Cajas de expansión
Hasbro ha publicado en Estados Unidos varias expansiones para ampliar el juego básico. Hasta noviembre de 2005 se han publicado 15 extensiones, cada una de las cuales contiene figuras y piezas de terreno, junto con reglas adicionales. La expansión más común contiene entre 5 y 7 figuras y de cuatro a seis hexágonos de terreno. Al igual que otros juegos como Mage Knight o Heroclix las nuevas figuras introducen nuevas variantes de reglas y excepciones, haciendo el juego más complicado y divertido. Hay que notar que Hasbro en ningún momento se ha decantado por hacer de Heroscape un juego coleccionable, de manera que no hay que comprar a ciegas expansiones para conseguir objetos y figuras especiales.

## Enlaces
- Hasbro ibérica (enlace roto disponible en Internet Archive; véase el historial, la primera versión y la última). - no existe
- Heroscape.com (sitio oficial en inglés)
- Comunidad hispana de Heroscape - no existe
- Heroscape.net (fan site) - borrada
- HeroscapeHQ.com (fan site en inglés)
- HotLavaDeath.com (fan site en inglés)

- Datos: Q1083528